# Fish Rising
 (octobre 2012).
Si vous disposez d'ouvrages ou d'articles de référence ou si vous connaissez des sites web de qualité traitant du thème abordé ici, merci de compléter l'article en donnant les références utiles à sa vérifiabilité et en les liant à la section « Notes et références ».
Albums de Steve Hillage
L
(1976)
Fish Rising est le premier album solo de Steve Hillage sorti en 1975.
L'album a été réalisé au moment du départ de Steve Hillage de Gong mais beaucoup de membres du groupe l'ont accompagné : le bassiste Mike Howlett, le batteur Pierre Moerlen, le clavieriste Tim Blake et le saxophoniste Didier Malherbe. À noter, la présence de Dave Stewart à l'orgue et au piano, avec lequel il a joué au sein des formations Uriel et Arzachel, Lindsay Cooper est aussi présente au basson, on la retrouve aussi avec National Health et Henry Cow.
Fish Rising reste l'album majeur de Steve Hillage, en particulier avec ses deux grandes pièces Solar Musick Suite et Aftaglid qui ouvre et ferme le disque. C'est une réussite totale, avec une musique proche de celle de Gong mais plus orientée vers les solos de guitare.
Les boucles de synthétiseur "pré-technos" ne sont pas en reste et la musique plane très haut.
Il n'est pas du tout incongru de dire que les parties de claviers de Fish rising et du Gong de Angel's Egg et You sont à l'origine de celles de la future techno transe, beaucoup plus que celles de groupes comme Kraftwerk ou Tangerine Dream, souvent présentés comme "précurseurs officiels" de la techno.
Steve Hillage deviendra d'ailleurs un pur adepte de la musique électronique par la suite mais, en 1975, c'est à un "guitar-hero" rock que l'on a à faire. Les solos sont magnifiques et inspirés (Solar Musick Suite) et Hillage développe son style avec de multiples couches de guitares en écho superposées, des métriques complexes (Hiram Afterglid Meets the Dervish) et des gammes "exotiques". L'album s'achève avec Aftaglid et une fin grandiose et orientale avec une derbouka et un tampoura indiens. Fish Rising est une des pièces majeure du Rock psychédélique.
En 2007 est sorti une version remastérisée avec deux morceaux en bonus : "Pentagrammaspin", qui vient de l'album V sampleur de Virgin (1975) et "Aftaglid" en version Power trio (Hillage,Moerlen,Howlett).

## Liste des titres
Toutes les paroles ont été écrites par Steve Hillage, et toute la musique, composée par Hillage et Miquette Giraudy. 

### Face-A
1. Solar Musick Suite – 16:55 
  1. Sun Song (I Love its Holy Mystery) – 6:15
  2. Canterbury Sunrise – 3:25
  3. Hiram Afterglid Meets the Dervish – 4:05
  4. Sun Song (reprise) – 3:10
2. Fish – 1:23
3. Meditation of the Snake – 3:10

### Face-B
1. The Salmon Song – 8:45 
  1. Salmon Pool – 1:17
  2. Solomon's Atlantis Salmon – 2:08
  3. Swimming with the Salmon – 1:37
  4. King of the Fishes – 3:43
2. Aftaglid – 14:46 
  1. Sun Moon Surfing – 1:36
  2. The Great Wave and the Boat of Hermes – 1:51
  3. The Silver Ladder – 0:40
  4. Astral Meadows – 2:01
  5. The Lafta Yoga Song – 2:42
  6. Glidding – 2:23
  7. The Golden Vibe/Outglid – 3:33

### Titres bonus de l'édition 2007
1. Pentagrammaspin (2006 remix) – 7:46
2. Aftaglid (Original "Power Trio" backing track) – 13:00

## Musiciens
- Steve Hillage (Steve Hillfish) : chant, guitare électrique, guitare solo
- Mike Howlett : basse
- Miquette Giraudy (Bombaloni Yoni) : chœurs, claviers, synthétiseurs
- Dave Stewart : orgue, piano
- Tim Blake (Moonweed) : synthétiseurs, tampoura
- Didier Malherbe (Bloomdido Glid de Breeze) : saxophone, flûte
- Lindsay Cooper : basson
- Pierre Moerlen : batterie, marimba, darbouka